# Nadja Bankers
Nadja Bankers, voorheen bekend onder haar geboortenaam Nooijen (Deurne, 14 juli 1978) is een Nederlandse zangeres.

## Carrière
Nadja Nooijen werd bekend in de Nederlandse meidengroep Close II You waar ze vanaf 1996 in zong. Voordat ze in deze groep zong, danste ze bij Critical Mass.
Na haar zangperiode bij Close II You heeft ze nog tot 2003 met Sascha Koninkx en Natascha Scheffers gezongen in de groep GTO (Girls Together Outrageously). In 2007 heeft 2 Vibez het nummer You Wanted Love samen met Nadja uitgebracht.